# Comisión de Seguridad de Productos del Consumidor de Estados Unidos
La Comisión de Seguridad de Productos del Consumidor de Estados Unidos (U.S. Consumer Product Safety Commission, CPSC) es una agencia del Gobierno de los Estados Unidos. Tiene su sede en Bethesda, Maryland. La agencia fue creada por el Congreso de los Estados Unidos en 1972. El texto de la ley para la Seguridad de los Productos de Consumo dice que la agencia "protegiera al público contra riesgos excesivos de lesiones y muerte ocasionados por productos de consumo." La agencia regula sobre más de 15.000 variedades de productos de consumo.